# Трудолюбівка (Полтавський район)
Трудолю́бівка — село в Україні, у Скороходівській селищній громаді Полтавського району Полтавської області. Населення становить 66 осіб. До 2015 орган місцевого самоврядування — Скибівська сільська рада.
До, приблизно, 1930 року село Трудолюбівка мало назву Сухомлинівка в якому проживало до 700 осіб.
До приходу  влади Рад в селі було розташовано до десятка млинів, на яких перероблялися зернові культури на борошно. Село славилося своїми млинами і якісним борошном в окрузі, тому звідси і пішла назва села, Сухомлинівка. Село постраждало від голодоморів 1932 і 1947 року. Загинуло щонайменше половина жителів села, в основному, діти.
Після другої світової війни в селі не лишилося жодного будинку і жодного вцілілого дерева.
В 1970 роках в селі було зведено дамбу для трудолюбівського водосховища. Водосховище планувалося для проведення орошування полів місцевого колгоспу. На повну потужність зрошування полів так і не вийшло.

## Географія
Село  Трудолюбівка  знаходиться на березі річки Ковалівка біля Трудолюбівського водосховища. Вище за течією на відстані 1,5 км розташоване село Михайлівка Краснокутського району, нижче за течією на відстані 0,5 км розташоване село Одрада того ж району.

## Історія
12 червня 2020 року, відповідно до розпорядження Кабінету Міністрів України № 721-р «Про визначення адміністративних центрів та затвердження територій територіальних громад Полтавської області», село увійшло до складу Скороходівської селищної громади.
19 липня 2020 року, в результаті адміністративно — територіальної реформи та ліквідації Чутівського району, село увійшло до складу новоутвореного Полтавського району.